# Le Plan

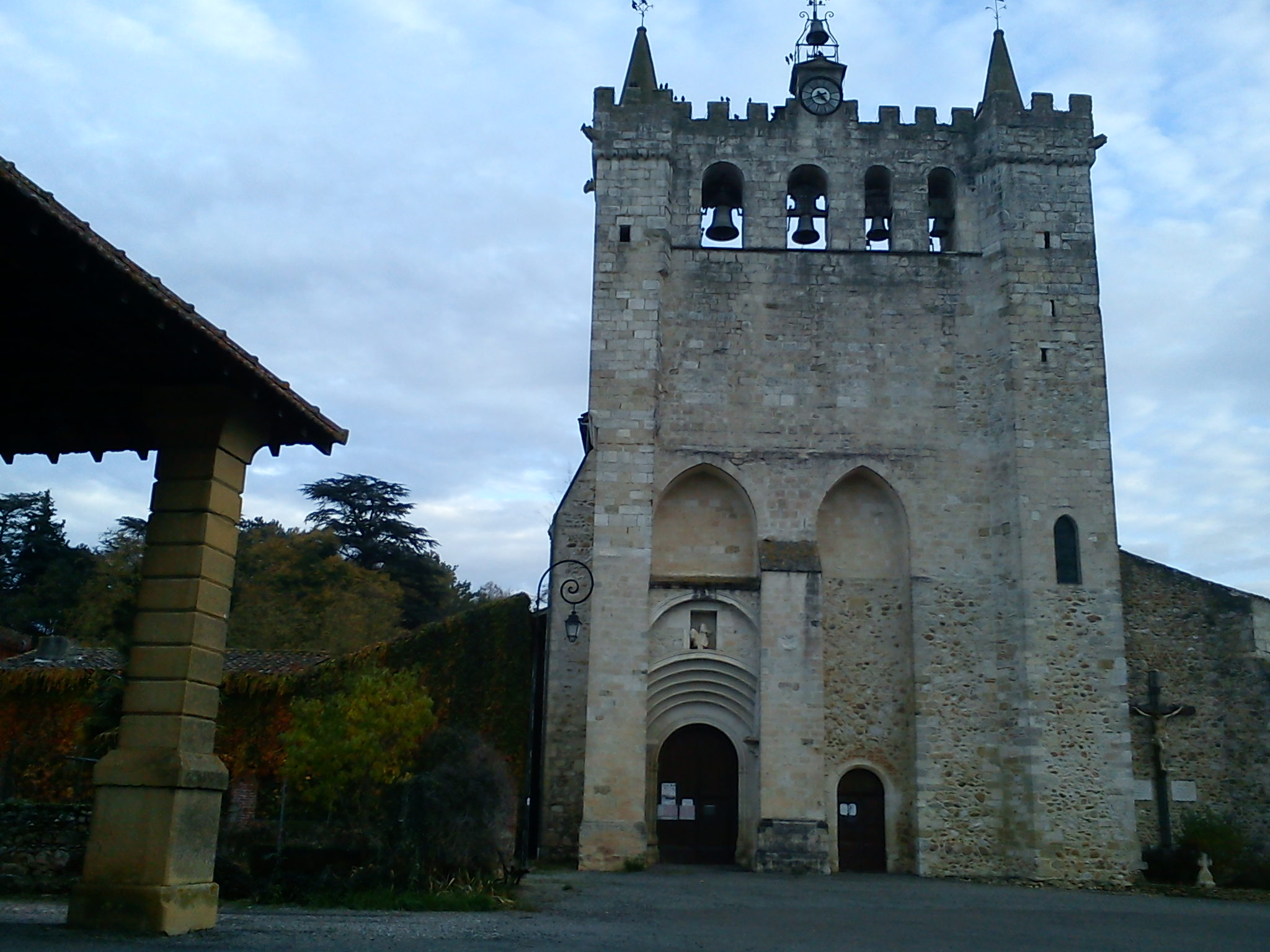
Kirche Saint-Pierre

Le Plan (okzitanisch gleichlautend) ist eine französische Gemeinde mit 434 Einwohnern (Stand: 1. Januar 2022) im Département Haute-Garonne in der Region Okzitanien (zuvor Midi-Pyrénées). Montberaud gehört zum Arrondissement Muret und zum Kanton Cazères. Die Einwohner werden Planéens genannt. 

## Geografie
Le Plan liegt etwa 55 Kilometer südsüdwestlich von Toulouse am Volp. Le Plan wird umgeben von den Nachbargemeinden Saint-Christaud im Norden, Montberaud im Osten und Nordosten, Sainte-Croix-Volvestre im Südosten, Fabas im Süden sowie Saint-Michel im Westen und Nordwesten.

## Geschichte
Die Bastide von Le Plan wurde 1366 gegründet.

## Bevölkerungsentwicklung
| Jahr                      | 1962 | 1968 | 1975 | 1982 | 1990 | 1999 | 2006 | 2013 |
| Einwohner                 | 307  | 281  | 277  | 290  | 300  | 315  | 392  | 476  |
| Quelle: Cassini und INSEE |      |      |      |      |      |      |      |      |

## Sehenswürdigkeiten
Siehe auch: Liste der Monuments historiques in Le Plan
- Kirche Saint-Pierre